# Joseph Abdel-Jalil Chami
Yaqoub Joseph Abdel-Jalil Chami (ur. 15 sierpnia 1959 w Zahla) – libański duchowny katolicki obrządku syryjskiego, arcybiskup Hassake-Nisibi.

## Życiorys
Święcenia kapłańskie przyjął 21 czerwca 1987 i został inkardynowany do diecezji bejruckiej. Przez pięć lat pracował jako ekonom w bejruckim seminarium, a w kolejnych latach pracował jako duszpasterz parafialny. W 2019 został mianowany patriarszym administratorem dla wakującej archidiecezji Hassake-Nisibi.
Synod kościoła syryjskiego wybrał go na arcybiskupa Hassake-Nisibi. 12 maja 2022 papież Franciszek zatwierdził ten wybór. Sakry udzielił mu 18 czerwca 2022 syryjskokatolicki patriarcha Antiochii Ignacy Józef III Younan.